# Ogród drzew
Ogród drzew (perski: بوستان, wymowa: Bustān) – tom poezji perskiego autora Sadiego z Szirazu, ukończony w 1257 roku i zadedykowany  atabegowi Sa'dowi (I lub II) z dynastii Salghurydów z Farsu.
Jest to pierwsze dzieło Sadiego. Zawiera owoce jego długiego doświadczenia i jego życiowe poglądy, ilustrowane bogatym zbiorem anegdot. Sadi opowiada o swoich podróżach, analizuje ludzką psychologię. Z zapałem dzieli się wiedzą i daje rady, jak Ezop.
Tomik jest napisany w stylu masnawi (rymowane dwuwiersze).
Nie ma polskiego przekładu.